# Catedral de San Vladimiro (París)
La catedral de San Vladimiro (nombre también usado en español como Vladimir y Vladímir) o más formalmente catedral de San Vladimiro el Grande y también catedral católica ucraniana de París  (en francés: Cathédrale Saint-Volodymyr-le-Grand; en ucraniano: Собор святого Володимира Великого) es una iglesia católica de rito ucraniano situada en París, la capital de Francia. Es la catedral de la eparquía de San Vladimiro el Grande de París (Eparchia Sancti Vladimiri Magni in urbe Parisiensi pro Ucrainis ritus Byzantini) que fue elevada a su actual estatus por el papa Benedicto XVI en 2013 mediante la bula "Qui in beati".
La catedral está situada en 51 rue des Saints-Peres en el distrito VI de París.
En la ubicación actual había una iglesia, construida en el siglo XIII y demolida a principios del siglo XVII para dar paso a un edificio de los Hermanos de la Caridad. La primera piedra de la nueva iglesia fue colocada en 1613 por María de Médici. El edificio luego se complementó con un hospital (antigua Académie de Médecine).

## Véase también

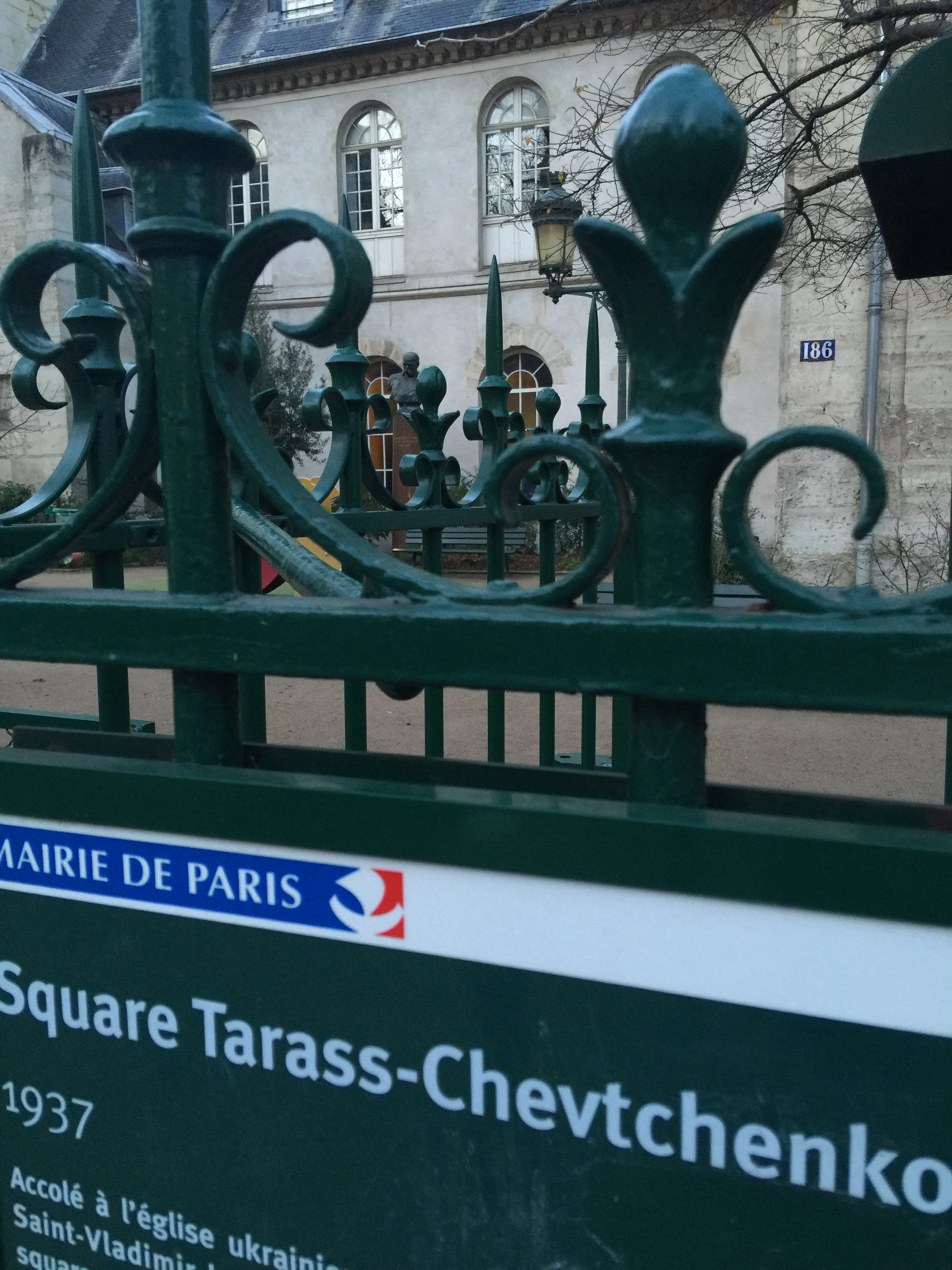
Vista de la cerca en el exterior